# حنة لازلو
حنة لازلو (بالعبرية: חנה לסלאו‏) هي مغنية وممثلة إسرائيلية، ولدت في 14 يونيو 1953 في إسرائيل. بدأت مشوارها المهني سنة 1972، ومن الجوائز التي نالتها جائزة مهرجان كان السينمائي لأفضل ممثلة.

## أعمال

### أفلام
- (2003) أليلا
- (2008) شيفا

## جوائز
- جائزة مهرجان كان السينمائي لأفضل ممثلة

## وصلات خارجية
- حنة لازلو على موقع IMDb (الإنجليزية)
- حنة لازلو على موقع ألو سيني (الفرنسية)
- حنة لازلو على موقع ميوزك برينز (الإنجليزية)
- حنة لازلو على موقع أول موفي (الإنجليزية)
- حنة لازلو على موقع أول موفي (الإنجليزية)
- حنة لازلو على موقع ديسكوغز (الإنجليزية)
- حنة لازلو على موقع قاعدة بيانات الفيلم (الإنجليزية)
- حنة لازلو على موقع كينوبويسك (الروسية)